# Wings Aviation
Wings Aviation es una aerolínea charter con base en Lagos, Nigeria. Efectúa vuelos chárter a medida. Su principal base de operaciones es el Aeropuerto Internacional Murtala Mohammed, Lagos.

## Incidentes
Wings Aviation perdió un avión en 2008, los restos sólo pudieron ser localizados tras haber transcurrido algunos meses.

## Flota
- 1 Raytheon Beech 1900D Airliner
- 1 Beechcraft Super King Air